# 观山湖公园站
观山湖公园站是贵阳轨道交通1号线的地铁车站，位于中华人民共和国贵州省贵阳市观山湖区林城西路与石标路交叉口西侧地下，2017年12月28日开启试运营。
2009年，贵阳轨道交通1号线开始筹建。2010年9月3日《贵州市城市快速轨道交通建设规划》经国务院批准下达批复，并开始起步建设。项目成为2013年度西部开发新开工重点工程，总投资为193.7亿元人民币。观山湖公园站为中间站。